# II liga polska w piłce siatkowej kobiet (2014/2015)
II liga polska w piłce siatkowej kobiet (2014/2015) – ligowe rozgrywki piłki siatkowej kobiet trzeciego szczebla w Polsce, zorganizowane przez Polski Związek Piłki Siatkowej pod nazwą II ligi.
Rywalizacja w niej toczyła się systemem ligowym wraz z play-offami w czterech równorzędnych grupach rozgrywkowych o awans do I ligi sezonu 2015/2016. Najsłabsze drużyny każdej z grup miały zostać relegowane do III ligi. Do rozgrywek dopuszczonych zostało 36 drużyn. Sezon rozpoczął się 27 września 2014, a ostatnie mecze rozegrane zostały 3 maja 2015. Za prowadzenie rozgrywek odpowiadał Polski Związek Piłki Siatkowej.
Objaśnienia:
1. Uchwałą Zarządu Polskiego Związku Piłki Siatkowej nr 218/2015 z dnia 16 lutego 2015 r., podjęto decyzję o rezygnacji z rozgrywania fazy play-out w rozgrywkach II ligi kobiet sezonu 2014/2015. W związku z tym żadna z drużyn nie opuściła tego szczebla rozgrywek z wyjątkiem zespołów, które wycofały się podczas trwania sezonu.[1]

## Grupa I

### Runda zasadnicza

#### Drużyny uczestniczące
| Uczestnicy sezonu 2013/2014 | Uczestnicy sezonu 2013/2014 | Uczestnicy sezonu 2013/2014 | Uczestnicy sezonu 2013/2014 |
| --------------------------- | --------------------------- | --------------------------- | --------------------------- |
| POL                         | PSPS Chemik Police          | 2                           |                             |
| RUM                         | EDF Wybrzeże APS Rumia      | 3                           |                             |
| POZ                         | Energetyk Poznań            | 3 grupa III                 |                             |
| MAL                         | UKS Orzeł Malbork           | 5                           |                             |
| ATS                         | Atom Trefl II Sopot         | 6                           |                             |
| ELB                         | E.Leclerc Orzeł Elbląg      | 7                           |                             |
| POL                         | SMS Police                  | 8                           |                             |
| MGO                         | UKS Murowana Goślina        | 8 grupa III                 |                             |

| Uczestnicy - awans z III ligi | Uczestnicy - awans z III ligi | Uczestnicy - awans z III ligi | Uczestnicy - awans z III ligi |
| ----------------------------- | ----------------------------- | ----------------------------- | ----------------------------- |
| SGD                           | Libero Starogard Gdański      | 4                             |                               |

| Uczestnicy dołączeni do ligi | Uczestnicy dołączeni do ligi | Uczestnicy dołączeni do ligi | Uczestnicy dołączeni do ligi |
| ---------------------------- | ---------------------------- | ---------------------------- | ---------------------------- |
| SŁU                          | AP Czarni Słupsk             | PZPS                         |                              |

### Tabela
| Lp. | Drużyna                  | Pkt | Mecze | Mecze | Mecze | Rodzaj wyniku | Rodzaj wyniku | Rodzaj wyniku | Rodzaj wyniku | Rodzaj wyniku | Rodzaj wyniku | Sety | Sety | Sety  | Małe punkty | Małe punkty | Małe punkty |
| Lp. | Drużyna                  | Pkt | M     | W     | P     | 3:0           | 3:1           | 3:2           | 2:3           | 1:3           | 0:3           | wyg. | prz. | stos. | zdob.       | str.        | stos.       |
| --- | ------------------------ | --- | ----- | ----- | ----- | ------------- | ------------- | ------------- | ------------- | ------------- | ------------- | ---- | ---- | ----- | ----------- | ----------- | ----------- |
| 1   | Atom Trefl II Sopot      | 51  | 18    | 17    | 1     | 7             | 10            | 0             | 0             | 1             | 0             | 52   | 13   | 4     | 1572        | 1200        | 1.31        |
| 2   | PSPS Chemik Police       | 50  | 18    | 17    | 1     | 13            | 3             | 1             | 0             | 1             | 0             | 52   | 8    | 6.5   | 1446        | 987         | 1.47        |
| 3   | Energetyk Poznań         | 41  | 18    | 13    | 5     | 8             | 5             | 0             | 2             | 1             | 2             | 44   | 20   | 2.2   | 1482        | 1196        | 1.24        |
| 4   | E.Leclerc Orzeł Elbląg   | 33  | 18    | 11    | 7     | 8             | 2             | 1             | 1             | 3             | 3             | 38   | 25   | 1.52  | 1432        | 1238        | 1.16        |
| 5   | SMS Police               | 26  | 18    | 9     | 9     | 7             | 0             | 2             | 1             | 5             | 3             | 34   | 31   | 1.1   | 1372        | 1333        | 1.03        |
| 6   | UKS Orzeł Malbork        | 23  | 18    | 8     | 10    | 3             | 2             | 3             | 2             | 3             | 5             | 31   | 38   | 0.82  | 1462        | 1449        | 1.01        |
| 7   | EDF Wybrzeże APS Rumia   | 16  | 18    | 5     | 13    | 3             | 0             | 2             | 3             | 1             | 9             | 22   | 43   | 0.51  | 1198        | 1428        | 0.84        |
| 8   | Libero Starogard Gdański | 15  | 18    | 5     | 13    | 3             | 1             | 1             | 1             | 5             | 7             | 22   | 42   | 0.52  | 1288        | 1402        | 0.92        |
| 9   | UKS Murowana Goślina     | 15  | 18    | 5     | 13    | 3             | 1             | 1             | 1             | 1             | 11            | 18   | 42   | 0.43  | 1200        | 1305        | 0.92        |
| 10  | AP Czarni Słupsk         | 01  | 18    | 0     | 18    | 0             | 0             | 0             | 0             | 3             | 15            | 3    | 54   | 0.06  | 498         | 1412        | 0.35        |

Źródło: Tabela II ligi, grupa I (2014/2015)
Punktacja: 3:0 i 3:1 – 3 pkt; 3:2 – 2 pkt; 2:3 – 1 pkt; 1:3 i 0:3 – 0 pkt
Zasady ustalania kolejności: 1. liczba punktów; 2. stosunek setów; 3. stosunek małych punktów; 4. bilans w bezpośrednich meczach
1AP Czarni Słupsk został wycofany się z rozgrywek II ligi kobiet grupy I. Wszystkie mecze drugiej rundy II ligi kobiet grupy I z udziałem tego zespołu zostały zweryfikowane jako walkower dla drużyn przeciwnych.
     faza play-off
     faza play-out

### Tabela wyników
| Gospodarz \ Gość1        | SŁU | ATS | RUM | POZ | ELB | SGD | POL | POL | MGO | MAL |
| ------------------------ | --- | --- | --- | --- | --- | --- | --- | --- | --- | --- |
| AP Czarni Słupsk         | -   | 1:3 | 0:3 | 0:3 | 1:3 | 0:3 | 1:3 | 0:3 | 0:3 | 0:3 |
| Atom Trefl II Sopot      | 3:0 | -   | 3:0 | 3:1 | 3:1 | 3:1 | 3:1 | 3:1 | 3:0 | 3:1 |
| EDF Wybrzeże APS Rumia   | 3:0 | 0:3 | -   | 0:3 | 2:3 | 3:0 | 0:3 | 3:2 | 0:3 | 1:3 |
| Energetyk Poznań         | 3:0 | 0:3 | 3:0 | -   | 3:1 | 3:0 | 2:3 | 3:1 | 3:1 | 3:1 |
| E.Leclerc Orzeł Elbląg   | 3:0 | 1:3 | 3:0 | 0:3 | -   | 3:0 | 0:3 | 3:0 | 3:0 | 3:1 |
| Libero Starogard Gdański | 3:0 | 1:3 | 3:2 | 1:3 | 0:3 | -   | 0:3 | 3:1 | 1:3 | 1:3 |
| PSPS Chemik Police       | 3:0 | 3:1 | 3:0 | 3:0 | 3:0 | 3:0 | -   | 3:1 | 3:0 | 3:0 |
| SMS Police               | 3:0 | 1:3 | 3:0 | 3:2 | 0:3 | 3:0 | 0:3 | -   | 3:0 | 3:2 |
| UKS Murowana Goślina     | 3:0 | 0:3 | 2:3 | 0:3 | 0:3 | 0:3 | 0:3 | 0:3 | -   | 0:3 |
| UKS Orzeł Malbork        | 3:0 | 0:3 | 3:2 | 0:3 | 3:2 | 3:2 | 0:3 | 0:3 | 2:3 | -   |

Źródło: Tabela i wyniki II ligi grupy I (2014/2015)
1 Drużyna gospodarzy jest wymieniona po lewej stronie tabeli.
Kolory:
  zwycięstwo gospodarzy 3:0 lub 3:1
  zwycięstwo gospodarzy 3:2
  zwycięstwo gości 3:0 lub 3:1
  zwycięstwo gości 3:2

### Wyniki spotkań
| 27.09.2014 | PSPS Chemik Police     | 3:1 | SMS Police               | 22:25, 25:23, 25:15, 25:15        |
| 27.09.2014 | Energetyk Poznań       | 3:0 | AP Czarni Słupsk         | 25:5, 25:16, 25:12                |
| 27.09.2014 | EDF Wybrzeże APS Rumia | 3:0 | Libero Starogard Gdański | 25:19, 25:19, 25:18               |
| 27.09.2014 | UKS Orzeł Malbork      | 3:2 | E.Leclerc ORZEŁ Elbląg   | 22:25, 18:25, 25:21, 25:23, 15:13 |
| 27.09.2014 | Atom Trefl II Sopot    | 3:0 | UKS Murowana Goślina     | 25:18, 25:7, 26:24                |

| 04.10.2014 | SMS Police               | 3:0 | UKS Murowana Goślina | 25:14, 25:22, 25:17        |
| 04.10.2014 | E.Leclerc ORZEŁ Elbląg   | 1:3 | Atom Trefl II Sopot  | 20:25, 25:22, 12:25, 24:26 |
| 04.10.2014 | Libero Starogard Gdański | 1:3 | UKS Orzeł Malbork    | 25:22, 20:25, 20:25, 16:25 |
| 04.10.2014 | EDF Wybrzeże APS Rumia   | 3:0 | AP Czarni Słupsk     | 25:22, 26:24, 25:21        |
| 04.10.2014 | PSPS Chemik Police       | 3:0 | Energetyk Poznań     | 25:17, 25:8, 25:13         |

| 11.10.2014 | SMS Police             | 3:2 | Energetyk Poznań         | 25:22, 18:25, 13:25, 25:21, 15:9 |
| 11.10.2014 | EDF Wybrzeże APS Rumia | 0:3 | PSPS Chemik Police       | 7:25, 21:25, 14:25               |
| 11.10.2014 | UKS Orzeł Malbork      | 3:0 | AP Czarni Słupsk         | 25:16, 25:18, 25:12              |
| 11.10.2014 | Atom Trefl II Sopot    | 3:1 | Libero Starogard Gdański | 25:15, 23:25, 25:16, 25:16       |
| 11.10.2014 | UKS Murowana Goślina   | 0:3 | E.Leclerc ORZEŁ Elbląg   | 22:25, 17:25, 18:25              |

| 18.10.2014 | SMS Police               | 0:3 | E.Leclerc ORZEŁ Elbląg | 13:25, 17:25, 23:25        |
| 18.10.2014 | Libero Starogard Gdański | 1:3 | UKS Murowana Goślina   | 21:25, 27:25, 14:25, 23:25 |
| 18.10.2014 | AP Czarni Słupsk         | 1:3 | Atom Trefl II Sopot    | 25:22, 16:25, 22:25, 13:25 |
| 18.10.2014 | PSPS Chemik Police       | 3:0 | UKS Orzeł Malbork      | 25:21, 25:23, 25:12        |
| 18.10.2014 | Energetyk Poznań         | 3:0 | EDF Wybrzeże APS Rumia | 25:8, 25:6, 25:19          |

| 25.10.2014 | EDF Wybrzeże APS Rumia | 3:2 | SMS Police               | 11:25, 21:25, 25:17, 25:20, 18:16 |
| 25.10.2014 | Energetyk Poznań       | 3:1 | UKS Orzeł Malbork        | 26:24, 25:20, 23:25, 26:24        |
| 25.10.2014 | Atom Trefl II Sopot    | 3:1 | PSPS Chemik Police       | 25:20, 18:25, 25:21, 25:21        |
| 25.10.2014 | UKS Murowana Goślina   | 3:0 | AP Czarni Słupsk         | 25:5, 25:15, 25:14                |
| 25.10.2014 | E.Leclerc ORZEŁ Elbląg | 3:0 | Libero Starogard Gdański | 25:21, 25:22, 25:19               |

| 08.11.2014 | SMS Police             | 3:0 | Libero Starogard Gdański | 25:11, 25:16, 25:22        |
| 08.11.2014 | AP Czarni Słupsk       | 1:3 | UE.Leclerc ORZEŁ Elbląg  | 25:21, 12:25, 21:25, 18:25 |
| 08.11.2014 | PSPS Chemik Police     | 3:0 | UKS Murowana Goślina     | 25:15, 25:13, 25:19        |
| 08.11.2014 | Energetyk Poznań       | 0:3 | Atom Trefl II Sopot      | 19:25, 24:26, 23:25        |
| 08.11.2014 | EDF Wybrzeże APS Rumia | 1:3 | KS Orzeł Malbork         | 22:25, 25:21, 24:26, 15:25 |

| 15.11.2014 | SMS Police               | 3:2 | KS Orzeł Malbork       | 21:25, 15:25, 25:17, 25:23, 17:15 |
| 15.11.2014 | Atom Trefl II Sopot      | 3:0 | EDF Wybrzeże APS Rumia | 25:6, 25:12, 26:24                |
| 15.11.2014 | UKS Murowana Goślina     | 0:3 | Energetyk Poznań       | 14:25, 21:25, 13:25               |
| 15.11.2014 | UE.Leclerc ORZEŁ Elbląg  | 0:3 | PSPS Chemik Police     | 24:26, 23:25, 20:25               |
| 15.11.2014 | Libero Starogard Gdański | 3:0 | AP Czarni Słupsk       | 26:24, 25:16, 25:13               |

| 22.11.2014 | SMS Police             | 3:0 | AP Czarni Słupsk         | 25:10, 25:10, 25:21        |
| 22.11.2014 | PSPS Chemik Police     | 3:0 | Libero Starogard Gdański | 25:14, 25:9, 25:15         |
| 22.11.2014 | Energetyk Poznań       | 3:1 | UE.Leclerc ORZEŁ Elbląg  | 26:24, 25:13, 18:25, 25:20 |
| 22.11.2014 | EDF Wybrzeże APS Rumia | 0:3 | UKS Murowana Goślina     | 19:25, 24:25, 18:25        |
| 22.11.2014 | KS Orzeł Malbork       | 0:3 | Atom Trefl II Sopot      | 17:25, 16:25, 17:25        |

| 29.11.2014 | Atom Trefl II Sopot      | 3:1 | SMS Police             | 25:12, 25:15, 21:25, 25:19 |
| 29.11.2014 | UKS Murowana Goślina     | 0:3 | KS Orzeł Malbork       | 19:25, 23:25, 11:25        |
| 29.11.2014 | UE.Leclerc ORZEŁ Elbląg  | 3:0 | EDF Wybrzeże APS Rumia | 25:16, 25:11, 25:22        |
| 29.11.2014 | Libero Starogard Gdański | 1:3 | Energetyk Poznań       | 23:25, 25:20, 18:25, 17:25 |
| 29.11.2014 | AP Czarni Słupsk         | 1:3 | PSPS Chemik Police     | 18:25, 13:25, 25:17, 16:25 |

| 06.12.2014 | SMS Police               | 0:3 | PSPS Chemik Police     | 11:25, 14:25, 18:25              |
| 06.12.2014 | Libero Starogard Gdański | 3:2 | EDF Wybrzeże APS Rumia | 25:21, 25:14, 23:25, 19:25, 15:8 |
| 06.12.2014 | UE.Leclerc ORZEŁ Elbląg  | 3:1 | KS Orzeł Malbork       | 19:25, 25:14, 25:20, 25:14       |
| 06.12.2014 | UKS Murowana Goślina     | 0:3 | Atom Trefl II Sopot    | 21:25, 18:25, 14:25              |
| 06.12.2014 | AP Czarni Słupsk         | 0:3 | Energetyk Poznań       | 0:25, 0:25, 0:25                 |

| 13.12.2014 | UKS Murowana Goślina | 0:3 | SMS Police               | 23:25, 19:25, 23:25               |
| 13.12.2014 | Atom Trefl II Sopot  | 3:1 | UE.Leclerc ORZEŁ Elbląg  | 21:25, 26:24, 25:21, 25:21        |
| 13.12.2014 | KS Orzeł Malbork     | 3:2 | Libero Starogard Gdański | 25:20, 25:22, 23:25, 23:25, 16:14 |
| 13.12.2014 | Energetyk Poznań     | 2:3 | PSPS Chemik Police       | 25:13, 21:25, 25:21, 21:25, 14:16 |
| 13.12.2014 | AP Czarni Słupsk     | 0:3 | EDF Wybrzeże APS Rumia   | 0:25, 0:25, 0:25                  |

| 20.12.2014 | Energetyk Poznań         | 3:1 | SMS Police             | 25:18, 22:25, 32:30, 25:17 |
| 20.12.2014 | PSPS Chemik Police       | 3:0 | EDF Wybrzeże APS Rumia | 25:12, 25:10, 25:12        |
| 20.12.2014 | Libero Starogard Gdański | 1:3 | Atom Trefl II Sopot    | 17:25, 25:13, 22:25, 18:25 |
| 20.12.2014 | UE.Leclerc ORZEŁ Elbląg  | 3:0 | UKS Murowana Goślina   | 25:17, 25:22, 25:10        |
| 20.12.2014 | AP Czarni Słupsk         | 0:3 | KS Orzeł Malbork       | 0:25, 0:25, 0:25           |

| 10.01.2015 | UE.Leclerc ORZEŁ Elbląg | 3:0 | SMS Police               | 25:16, 25:15, 25:10 |
| 10.01.2015 | UKS Murowana Goślina    | 0:3 | Libero Starogard Gdański | 16:25, 22:25, 17:25 |
| 10.01.2015 | KS Orzeł Malbork        | 0:3 | PSPS Chemik Police       | 15:25, 14:25, 20:25 |
| 10.01.2015 | EDF Wybrzeże APS Rumia  | 0:3 | Energetyk Poznań         | 22:25, 11:25, 17:25 |
| 10.01.2015 | Atom Trefl II Sopot     | 3:0 | AP Czarni Słupsk         | 25:0, 25:0, 25:0    |

| 17.01.2015 | SMS Police               | 3:0 | EDF Wybrzeże APS Rumia  | 25:14, 25:11, 25:19        |
| 17.01.2015 | KS Orzeł Malbork         | 0:3 | Energetyk Poznań        | 20:25, 15:25, 16:25        |
| 17.01.2015 | PSPS Chemik Police       | 3:1 | Atom Trefl II Sopot     | 25:19, 19:25, 25:18, 25:23 |
| 17.01.2015 | Libero Starogard Gdański | 0:3 | UE.Leclerc ORZEŁ Elbląg | 19:25, 24:26, 19:25        |
| 17.01.2015 | AP Czarni Słupsk         | 0:3 | UKS Murowana Goślina    | 0:25, 0:25, 0:25           |

| 24.01.2015 | Libero Starogard Gdański | 3:1 | SMS Police             | 25:19, 25:23, 13:25, 25:17       |
| 24.01.2015 | UKS Murowana Goślina     | 0:3 | PSPS Chemik Police     | 18:25, 16:25, 16:25              |
| 24.01.2015 | Atom Trefl II Sopot      | 3:1 | Energetyk Poznań       | 25:17, 21:25, 25:21, 25:18       |
| 24.01.2015 | KS Orzeł Malbork         | 3:2 | EDF Wybrzeże APS Rumia | 23:25, 25:23, 25:11, 22:25, 15:9 |
| 24.01.2015 | UE.Leclerc ORZEŁ Elbląg  | 3:0 | AP Czarni Słupsk       | 25:0, 25:0, 25:0                 |

| 31.01.2015 | KS Orzeł Malbork       | 0:3 | SMS Police               | 21:25, 22:25, 19:25        |
| 31.01.2015 | EDF Wybrzeże APS Rumia | 0:3 | Atom Trefl II Sopot      | 17:25, 16:25, 15:25        |
| 31.01.2015 | Energetyk Poznań       | 3:1 | UKS Murowana Goślina     | 25:19, 21:25, 25:21, 25:18 |
| 31.01.2015 | PSPS Chemik Police     | 3:0 | UE.Leclerc ORZEŁ Elbląg  | 25:16, 25:16, 25:14        |
| 31.01.2015 | AP Czarni Słupsk       | 0:3 | Libero Starogard Gdański | 0:25, 0:25, 0:25           |

| 14.02.2015 | Libero Starogard Gdański | 0:3 | PSPS Chemik Police     | 12:25, 14:25, 14:25               |
| 14.02.2015 | UE.Leclerc ORZEŁ Elbląg  | 0:3 | Energetyk Poznań       | 21:25, 20:25, 16:25               |
| 14.02.2015 | UKS Murowana Goślina     | 2:3 | EDF Wybrzeże APS Rumia | 20:25, 25:18, 25:18, 20:25, 11:15 |
| 14.02.2015 | Atom Trefl II Sopot      | 3:1 | KS Orzeł Malbork       | 20:25, 25:13, 25:19, 25:17        |
| 14.02.2015 | SMS Police               | 3:0 | AP Czarni Słupsk       | 25:0, 25:0, 25:0                  |

| 21.02.2015 | SMS Police             | 1:3 | Atom Trefl II Sopot      | 22:25, 28:26, 19:25, 13:25        |
| 21.02.2015 | KS Orzeł Malbork       | 2:3 | UKS Murowana Goślina     | 25:21, 25:23, 18:25, 20:25, 14:16 |
| 21.02.2015 | EDF Wybrzeże APS Rumia | 2:3 | UE.Leclerc ORZEŁ Elbląg  | 20:25, 18:25, 26:24, 25:21, 7:15  |
| 21.02.2015 | Energetyk Poznań       | 3:0 | Libero Starogard Gdański | 25:10, 25:21, 25:19               |
| 21.02.2015 | PSPS Chemik Police     | 3:0 | AP Czarni Słupsk         | 25:0, 25:0, 25:0                  |

### I runda play-off

#### O miejsca 1-4
(do 3 zwycięstw)
| Data       | Drużyna 1               | Wynik | Drużyna 2               | Sety                             |
| ---------- | ----------------------- | ----- | ----------------------- | -------------------------------- |
| 21.03.2015 | Atom Trefl II Sopot     | 1:3   | UE.Leclerc ORZEŁ Elbląg | 25:20, 19:25, 26:28, 19:25       |
| 22.03.2015 | Atom Trefl II Sopot     | 3:0   | UE.Leclerc ORZEŁ Elbląg | 25:18, 25:21, 26:24              |
| 28.03.2015 | UE.Leclerc ORZEŁ Elbląg | 3:0   | Atom Trefl II Sopot     | 27:25, 25:12, 26:24              |
| 29.03.2015 | UE.Leclerc ORZEŁ Elbląg | 3:1   | Atom Trefl II Sopot     | 22:25, 25:19, 25:16, 25:23       |
|            |                         |       |                         |                                  |
| 07.03.2015 | PSPS Chemik Police      | 3:1   | Energetyk Poznań        | 21:25, 25:17, 25:8, 25:16        |
| 08.03.2015 | PSPS Chemik Police      | 3:2   | Energetyk Poznań        | 20:25, 22:25, 26:24, 25:17, 15:6 |
| 21.03.2015 | Energetyk Poznań        | 0:3   | PSPS Chemik Police      | 19:25, 18:25, 22:25              |

### Klasyfikacja końcowa
| Lp. | Drużyna                  |
| --- | ------------------------ |
| 1   | PSPS Chemik Police       |
| 2   | E.Leclerc Orzeł Elbląg   |
| 3   | Atom Trefl II Sopot      |
| 4   | KS Energetyk Poznań      |
| 5   | SMS Police               |
| 6   | UKS Orzeł Malbork        |
| 7   | EDF Wybrzeże APS Rumia   |
| 8   | Libero Starogard Gdański |
| 9   | UKS Murowana Goślina     |
| 10  | AP Czarni Słupsk         |

     Mistrz II ligi
     Spadek do III ligi

## Grupa II

### Runda zasadnicza

#### Drużyny uczestniczące
| Uczestnicy sezonu 2013/2014 | Uczestnicy sezonu 2013/2014          | Uczestnicy sezonu 2013/2014 | Uczestnicy sezonu 2013/2014 |
| --------------------------- | ------------------------------------ | --------------------------- | --------------------------- |
| GLI                         | KŚ AZS Politechniki Śląskiej Gliwice | 1                           |                             |
| OPO                         | SMS II LO Opole                      | 3                           |                             |
| KAT                         | Sokół 43 AZS AWF Katowice            | 4                           |                             |
| JAW                         | AEP Olimpia Jawor                    | 5                           |                             |
| MJA                         | MCKiS Jaworzno                       | 6                           |                             |
| ŚWI                         | MKS Świdnica                         | 7                           |                             |
| ZWŚ                         | Zorza Wodzisław Śląski               | 8                           |                             |

| Uczestnicy - awans z III ligi | Uczestnicy - awans z III ligi | Uczestnicy - awans z III ligi | Uczestnicy - awans z III ligi |
| ----------------------------- | ----------------------------- | ----------------------------- | ----------------------------- |
| DDP                           | Dębowianka Dębowiec/Pszczyna  | 2                             |                               |
| RAD                           | Sokół Radzionków              | 3                             |                               |

| Uczestnicy dołączeni do ligi | Uczestnicy dołączeni do ligi | Uczestnicy dołączeni do ligi | Uczestnicy dołączeni do ligi |
| ---------------------------- | ---------------------------- | ---------------------------- | ---------------------------- |
| SZC                          | SMS PZPS II Szczyrk          | PZPS                         |                              |

### Tabela
| Lp. | Drużyna                              | Pkt | Mecze | Mecze | Mecze | Rodzaj wyniku | Rodzaj wyniku | Rodzaj wyniku | Rodzaj wyniku | Rodzaj wyniku | Rodzaj wyniku | Sety | Sety | Sety  | Małe punkty | Małe punkty | Małe punkty |
| Lp. | Drużyna                              | Pkt | M     | W     | P     | 3:0           | 3:1           | 3:2           | 2:3           | 1:3           | 0:3           | wyg. | prz. | stos. | zdob.       | str.        | stos.       |
| --- | ------------------------------------ | --- | ----- | ----- | ----- | ------------- | ------------- | ------------- | ------------- | ------------- | ------------- | ---- | ---- | ----- | ----------- | ----------- | ----------- |
| 1   | Sokół 43 AZS AWF Katowice            | 43  | 18    | 14    | 4     | 9             | 4             | 1             | 2             | 0             | 2             | 46   | 18   | 2.56  | 1485        | 1233        | 1.2         |
| 2   | KŚ AZS Politechniki Śląskiej Gliwice | 42  | 18    | 14    | 4     | 6             | 6             | 2             | 2             | 2             | 0             | 48   | 22   | 2.18  | 1631        | 1417        | 1.15        |
| 3   | AEP Olimpia Jawor                    | 40  | 18    | 14    | 4     | 10            | 2             | 2             | 0             | 2             | 2             | 44   | 18   | 2.44  | 1460        | 1250        | 1.17        |
| 4   | SMS II LO Opole                      | 36  | 18    | 12    | 6     | 9             | 3             | 0             | 0             | 4             | 2             | 40   | 21   | 1.9   | 1446        | 1292        | 1.12        |
| 5   | MCKiS Jaworzno                       | 28  | 18    | 9     | 9     | 4             | 4             | 1             | 2             | 2             | 5             | 33   | 33   | 1     | 1434        | 1480        | 0.97        |
| 6   | Dębowianka Dębowiec/Pszczyna         | 27  | 18    | 9     | 9     | 5             | 2             | 2             | 2             | 3             | 4             | 34   | 33   | 1.03  | 1424        | 1489        | 0.96        |
| 7   | MKS Świdnica                         | 18  | 18    | 7     | 11    | 0             | 4             | 3             | 0             | 4             | 7             | 25   | 43   | 0.58  | 1446        | 1519        | 0.95        |
| 8   | Zorza Wodzisław Śląski               | 14  | 18    | 4     | 14    | 2             | 1             | 1             | 3             | 2             | 9             | 20   | 45   | 0.44  | 1334        | 1475        | 0.9         |
| 9   | Sokół Radzionków                     | 13  | 18    | 4     | 14    | 1             | 1             | 2             | 3             | 5             | 6             | 23   | 47   | 0.49  | 1408        | 1553        | 0.91        |
| 10  | SMS PZPS II Szczyrk                  | 9   | 18    | 3     | 15    | 1             | 1             | 1             | 1             | 4             | 10            | 15   | 48   | 0.31  | 1163        | 1523        | 0.76        |

Źródło: Tabela II ligi, grupa II (2014/2015)
Punktacja: 3:0 i 3:1 – 3 pkt; 3:2 – 2 pkt; 2:3 – 1 pkt; 1:3 i 0:3 – 0 pkt
Zasady ustalania kolejności: 1. liczba punktów; 2. stosunek setów; 3. stosunek małych punktów; 4. bilans w bezpośrednich meczach
     faza play-off
     faza play-out

### Tabela wyników
| Gospodarz \ Gość1                    | JAW | DDP | GLI | MJA | ŚWI | SZC | OPO | KAT | RAD | ZWŚ |
| ------------------------------------ | --- | --- | --- | --- | --- | --- | --- | --- | --- | --- |
| AEP Olimpia Jawor                    | -   | 3:1 | 1:3 | 3:0 | 3:0 | 3:0 | 1:3 | 0:3 | 3:0 | 3:2 |
| Dębowianka Dębowiec/Pszczyna         | 2:3 | -   | 1:3 | 2:3 | 3:0 | 3:0 | 0:3 | 0:3 | 3:1 | 3:0 |
| KŚ AZS Politechniki Śląskiej Gliwice | 3:0 | 3:0 | -   | 3:0 | 3:0 | 3:0 | 3:0 | 3:2 | 3:1 | 3:1 |
| MCKiS Jaworzno                       | 0:3 | 2:3 | 1:3 | -   | 3:1 | 3:0 | 3:1 | 0:3 | 2:3 | 3:0 |
| MKS Świdnica                         | 0:3 | 0:3 | 3:1 | 1:3 | -   | 3:1 | 0:3 | 1:3 | 3:1 | 3:2 |
| SMS PZPS II Szczyrk                  | 0:3 | 1:3 | 3:1 | 1:3 | 1:3 | -   | 0:3 | 3:2 | 2:3 | 0:3 |
| SMS II LO Opole                      | 1:3 | 3:1 | 1:3 | 3:0 | 3:1 | 0:3 | -   | 3:0 | 3:0 | 3:0 |
| Sokół 43 AZS AWF Katowice            | 0:3 | 3:0 | 3:2 | 3:1 | 3:0 | 3:0 | 3:1 | -   | 3:1 | 3:0 |
| Sokół Radzionków                     | 0:3 | 2:3 | 2:3 | 0:3 | 2:3 | 3:0 | 0:3 | 0:3 | -   | 3:1 |
| Zorza Wodzisław Śląski               | 0:3 | 0:3 | 3:2 | 0:3 | 2:3 | 3:0 | 0:3 | 0:3 | 3:1 | -   |

Źródło: Tabela i wyniki II ligi grupy II (2014/2015)
1 Drużyna gospodarzy jest wymieniona po lewej stronie tabeli.
Kolory:
  zwycięstwo gospodarzy 3:0 lub 3:1
  zwycięstwo gospodarzy 3:2
  zwycięstwo gości 3:0 lub 3:1
  zwycięstwo gości 3:2

### Wyniki spotkań
| 27.09.2014 | SMS PZPS II Szczyrk       | 3:1 | KŚ AZS Politechniki Śląskiej Gliwice | 25:23, 11:25, 25:23, 25:23        |
| 27.09.2014 | SMS II LO Opole           | 3:0 | Sokół Radzionków                     | 25:21, 25:17, 25:16               |
| 27.09.2014 | Sokół 43 AZS AWF Katowice | 3:0 | Dębowianka Dębowiec/Pszczyna         | 25:18, 25:15, 25:12               |
| 27.09.2014 | AEP Olimpia Jawor         | 3:2 | Zorza Wodzisław Śląski               | 25:19, 22:25, 25:19, 20:25, 15:12 |
| 27.09.2014 | MCKiS Jaworzno            | 3:1 | MKS Świdnica                         | 25:22, 16:25, 25:16, 25:20        |

| 04.10.2014 | MKS Świdnica                         | 3:1 | SMS PZPS II Szczyrk       | 23:25, 25:13, 25:12, 25:9         |
| 04.10.2014 | Zorza Wodzisław Śląski               | 0:3 | MCKiS Jaworzno            | 20:25, 22:25, 19:25               |
| 04.10.2014 | Dębowianka Dębowiec/Pszczyna         | 2:3 | AEP Olimpia Jawor         | 25:22, 21:25, 13:25, 25:23, 14:16 |
| 04.10.2014 | Sokół Radzionków                     | 0:3 | Sokół 43 AZS AWF Katowice | 19:25, 13:25, 15:25               |
| 04.10.2014 | KŚ AZS Politechniki Śląskiej Gliwice | 3:0 | SMS II LO Opole           | 25:21, 25:19, 25:19               |

| 11.10.2014 | SMS II LO Opole           | 0:3 | SMS PZPS II Szczyrk                  | 25:27, 22:25, 22:25               |
| 11.10.2014 | Sokół 43 AZS AWF Katowice | 3:2 | KŚ AZS Politechniki Śląskiej Gliwice | 17:25, 25:16, 24:26, 25:15, 15:13 |
| 11.10.2014 | AEP Olimpia Jawor         | 3:0 | Sokół Radzionków                     | 25:12, 25:18, 25:13               |
| 11.10.2014 | MCKiS Jaworzno            | 2:3 | Dębowianka Dębowiec/Pszczyna         | 20:25, 25:20, 25:18, 23:25, 10:15 |
| 11.10.2014 | MKS Świdnica              | 3:2 | Zorza Wodzisław Śląski               | 25:20, 18:25, 25:17, 20:25, 15:13 |

| 18.10.2014 | SMS PZPS II Szczyrk                  | 0:3 | Zorza Wodzisław Śląski    | 19:25, 17:25, 24:26 |
| 18.10.2014 | Dębowianka Dębowiec/Pszczyna         | 3:0 | MKS Świdnica              | 25:19, 25:21, 25:20 |
| 18.10.2014 | Sokół Radzionków                     | 0:3 | MCKiS Jaworzno            | 19:25, 19:25, 21:25 |
| 18.10.2014 | KŚ AZS Politechniki Śląskiej Gliwice | 3:0 | AEP Olimpia Jawor         | 25:23, 25:14, 26:24 |
| 18.10.2014 | SMS II LO Opole                      | 3:0 | Sokół 43 AZS AWF Katowice | 25:23, 25:15, 25:20 |

| 25.10.2014 | Sokół 43 AZS AWF Katowice | 3:0 | SMS PZPS II Szczyrk                  | 25:16, 25:16, 25:16        |
| 25.10.2014 | AEP Olimpia Jawor         | 1:3 | SMS II LO Opole                      | 23:25, 25:22, 16:25, 19:25 |
| 25.10.2014 | MCKiS Jaworzno            | 1:3 | KŚ AZS Politechniki Śląskiej Gliwice | 27:25, 24:26, 23:25, 13:25 |
| 25.10.2014 | MKS Świdnica              | 3:1 | Sokół Radzionków                     | 25:17, 25:15, 22:25, 25:19 |
| 25.10.2014 | Zorza Wodzisław Śląski    | 0:3 | Dębowianka Dębowiec/Pszczyna         | 25:27, 32:34, 20:25        |

| 08.11.2014 | SMS PZPS II Szczyrk                  | 1:3 | Dębowianka Dębowiec/Pszczyna | 20:25, 25:18, 23:25, 24:26 |
| 08.11.2014 | Sokół Radzionków                     | 3:1 | Zorza Wodzisław Śląski       | 25:22, 25:22, 23:25, 25:14 |
| 08.11.2014 | KŚ AZS Politechniki Śląskiej Gliwice | 3:0 | MKS Świdnica                 | 26:24, 25:23, 25:17        |
| 08.11.2014 | SMS II LO Opole                      | 3:0 | MCKiS Jaworzno               | 26:24, 25:16, 25:23        |
| 08.11.2014 | AEP Olimpia Jawor                    | 0:3 | Sokół 43 AZS AWF Katowice    | 22:25, 23:25, 21:25        |

| 15.11.2014 | AEP Olimpia Jawor            | 3:0 | SMS PZPS II Szczyrk                  | 25:16, 25:14, 25:19              |
| 15.11.2014 | MCKiS Jaworzno               | 0:3 | Sokół 43 AZS AWF Katowice            | 18:25, 19:25, 21:25              |
| 15.11.2014 | MKS Świdnica                 | 0:3 | SMS II LO Opole                      | 19:25, 18:25, 22:25              |
| 15.11.2014 | Zorza Wodzisław Śląski       | 3:2 | KŚ AZS Politechniki Śląskiej Gliwice | 19:25, 21:25, 27:25, 25:21, 15:8 |
| 15.11.2014 | Dębowianka Dębowiec/Pszczyna | 3:1 | Sokół Radzionków                     | 25:19, 25:22, 19:25, 25:16       |

| 22.11.2014 | SMS PZPS II Szczyrk                  | 2:3 | Sokół Radzionków             | 25:19, 20:25, 22:25, 25:23, 8:15 |
| 22.11.2014 | KŚ AZS Politechniki Śląskiej Gliwice | 3:0 | Dębowianka Dębowiec/Pszczyna | 25:15, 25:11, 26:24              |
| 22.11.2014 | SMS II LO Opole                      | 3:0 | Zorza Wodzisław Śląski       | 25:15, 25:9, 25:18               |
| 22.11.2014 | Sokół 43 AZS AWF Katowice            | 3:0 | MKS Świdnica                 | 25:17, 25:22, 25:19              |
| 22.11.2014 | AEP Olimpia Jawor                    | 3:0 | MCKiS Jaworzno               | 25:20, 25:21, 25:23              |

| 29.11.2014 | MCKiS Jaworzno               | 3:0 | SMS PZPS II Szczyrk                  | 25:17, 27:25, 25:16               |
| 29.11.2014 | MKS Świdnica                 | 0:3 | AEP Olimpia Jawor                    | 18:25, 14:25, 21:25               |
| 29.11.2014 | Zorza Wodzisław Śląski       | 0:3 | Sokół 43 AZS AWF Katowice            | 19:25, 21:25, 12:25               |
| 29.11.2014 | Dębowianka Dębowiec/Pszczyna | 0:3 | SMS II LO Opole                      | 21:25, 11:25, 19:25               |
| 29.11.2014 | Sokół Radzionków             | 2:3 | KŚ AZS Politechniki Śląskiej Gliwice | 25:22, 23:25, 20:25, 25:21, 11:15 |

| 06.12.2014 | KŚ AZS Politechniki Śląskiej Gliwice | 3:0 | SMS PZPS II Szczyrk       | 31:29, 25:15, 25:15        |
| 06.12.2014 | Sokół Radzionków                     | 0:3 | SMS II LO Opole           | 16:25, 22:25, 18:25        |
| 06.12.2014 | Dębowianka Dębowiec/Pszczyna         | 0:3 | Sokół 43 AZS AWF Katowice | 20:25, 12:25, 18:25        |
| 06.12.2014 | Zorza Wodzisław Śląski               | 0:3 | AEP Olimpia Jawor         | 22:25, 23:25, 17:25        |
| 06.12.2014 | MKS Świdnica                         | 1:3 | MCKiS Jaworzno            | 22:25, 27:29, 25:22, 20:25 |

| 13.12.2014 | SMS PZPS II Szczyrk       | 1:3 | MKS Świdnica                         | 27:25, 22:25, 19:25, 14:25 |
| 13.12.2014 | MCKiS Jaworzno            | 3:0 | Zorza Wodzisław Śląski               | 25:23, 25:17, 25:20        |
| 13.12.2014 | AEP Olimpia Jawor         | 3:1 | Dębowianka Dębowiec/Pszczyna         | 25:18, 22:25, 25:11, 25:15 |
| 13.12.2014 | Sokół 43 AZS AWF Katowice | 3:1 | Sokół Radzionków                     | 24:26, 25:20, 25:20, 25:10 |
| 13.12.2014 | SMS II LO Opole           | 1:3 | KŚ AZS Politechniki Śląskiej Gliwice | 19:25, 16:25, 25:19, 23:25 |

| 20.12.2014 | SMS PZPS II Szczyrk                  | 0:3 | SMS II LO Opole           | 15:25, 12:25, 15:25               |
| 20.12.2014 | KŚ AZS Politechniki Śląskiej Gliwice | 3:2 | Sokół 43 AZS AWF Katowice | 25:20, 25:13, 20:25, 18:25, 15:6  |
| 20.12.2014 | Sokół Radzionków                     | 0:3 | AEP Olimpia Jawor         | 19:25, 21:25, 14:25               |
| 20.12.2014 | Dębowianka Dębowiec/Pszczyna         | 2:3 | MCKiS Jaworzno            | 25:13, 22:25, 21:25, 25:12, 13:15 |
| 20.12.2014 | Zorza Wodzisław Śląski               | 2:3 | MKS Świdnica              | 25:19, 22:25, 25:19, 21:25, 12:15 |

| 10.01.2015 | Zorza Wodzisław Śląski    | 3:0 | SMS PZPS II Szczyrk                  | 25:13, 25:9, 25:11               |
| 10.01.2015 | MKS Świdnica              | 0:3 | Dębowianka Dębowiec/Pszczyna         | 22:25, 16:25, 20:25              |
| 10.01.2015 | MCKiS Jaworzno            | 2:3 | Sokół Radzionków                     | 22:25, 25:20, 16:25, 25:18, 9:15 |
| 10.01.2015 | AEP Olimpia Jawor         | 1:3 | KŚ AZS Politechniki Śląskiej Gliwice | 25:20, 21:25, 21:25, 21:25       |
| 10.01.2015 | Sokół 43 AZS AWF Katowice | 3:1 | SMS II LO Opole                      | 23:25, 25:22, 25:22, 25:22       |

| 17.01.2015 | SMS PZPS II Szczyrk                  | 3:2 | Sokół 43 AZS AWF Katowice | 26:24, 14:25, 15:25, 25:18, 15:10 |
| 17.01.2015 | SMS II LO Opole                      | 1:3 | AEP Olimpia Jawor         | 23:25, 25:20, 20:25, 15:25        |
| 17.01.2015 | KŚ AZS Politechniki Śląskiej Gliwice | 3:0 | MCKiS Jaworzno            | 25:19, 25:21, 25:16               |
| 17.01.2015 | Sokół Radzionków                     | 2:3 | MKS Świdnica              | 25:16, 25:15, 19:25, 19:25, 17:19 |
| 17.01.2015 | Dębowianka Dębowiec/Pszczyna         | 3:0 | Zorza Wodzisław Śląski    | 25:19, 25:22, 25:20               |

| 24.01.2015 | Dębowianka Dębowiec/Pszczyna | 3:0 | SMS PZPS II Szczyrk                  | 25:18, 25:20, 25:17        |
| 24.01.2015 | Zorza Wodzisław Śląski       | 3:1 | Sokół Radzionków                     | 16:25, 25:18, 25:23, 25:18 |
| 24.01.2015 | MKS Świdnica                 | 3:1 | KŚ AZS Politechniki Śląskiej Gliwice | 25:18, 15:25, 25:21, 25:23 |
| 24.01.2015 | MCKiS Jaworzno               | 3:1 | SMS II LO Opole                      | 25:20, 21:25, 25:23, 26:24 |
| 24.01.2015 | Sokół 43 AZS AWF Katowice    | 0:3 | AEP Olimpia Jawor                    | 24:26, 21:25, 23:25        |

| 31.01.2015 | SMS PZPS II Szczyrk                  | 0:3 | AEP Olimpia Jawor            | 15:25, 17:25, 15:25               |
| 31.01.2015 | Sokół 43 AZS AWF Katowice            | 3:1 | MCKiS Jaworzno               | 24:26, 25:13, 25:22, 25:11        |
| 31.01.2015 | SMS II LO Opole                      | 3:1 | MKS Świdnica                 | 25:23, 25:22, 19:25, 25:23        |
| 31.01.2015 | KŚ AZS Politechniki Śląskiej Gliwice | 3:1 | Zorza Wodzisław Śląski       | 25:27, 25:13, 25:19, 25:8         |
| 31.01.2015 | Sokół Radzionków                     | 2:3 | Dębowianka Dębowiec/Pszczyna | 21:25, 22:25, 26:24, 25:16, 10:15 |

| 14.02.2015 | Sokół Radzionków             | 3:0 | SMS PZPS II Szczyrk                  | 25:11, 25:9, 25:16         |
| 14.02.2015 | Dębowianka Dębowiec/Pszczyna | 1:3 | KŚ AZS Politechniki Śląskiej Gliwice | 22:25, 17:25, 25:23, 16:25 |
| 14.02.2015 | Zorza Wodzisław Śląski       | 0:3 | SMS II LO Opole                      | 20:25, 20:25, 22:25        |
| 14.02.2015 | MKS Świdnica                 | 1:3 | Sokół 43 AZS AWF Katowice            | 12:25, 25:16, 21:25, 16:25 |
| 14.02.2015 | MCKiS Jaworzno               | 0:3 | AEP Olimpia Jawor                    | 17:25, 20:25, 18:25        |

| 21.02.2015 | SMS PZPS II Szczyrk                  | 1:3 | MCKiS Jaworzno               | 16:25, 24:26, 25:22, 20:25 |
| 21.02.2015 | AEP Olimpia Jawor                    | 3:0 | MKS Świdnica                 | 26:24, 25:18, 25:20        |
| 21.02.2015 | Sokół 43 AZS AWF Katowice            | 3:0 | Zorza Wodzisław Śląski       | 25:13, 25:21, 25:16        |
| 21.02.2015 | SMS II LO Opole                      | 3:1 | Dębowianka Dębowiec/Pszczyna | 25:13, 18:25, 32:30, 25:23 |
| 21.02.2015 | KŚ AZS Politechniki Śląskiej Gliwice | 3:1 | Sokół Radzionków             | 25:14, 18:25, 25:22, 25:20 |

### I runda play-off

#### O miejsca 1-4
(do 3 zwycięstw)
| Data       | Drużyna 1                            | Wynik | Drużyna 2                            | Sety                              |
| ---------- | ------------------------------------ | ----- | ------------------------------------ | --------------------------------- |
| 07.03.2015 | Sokół 43 AZS AWF Katowice            | 1:3   | SMS II LO Opole                      | 25:21, 24:26, 20:25, 22:25        |
| 08.03.2015 | Sokół 43 AZS AWF Katowice            | 3:2   | SMS II LO Opole                      | 18:25, 25:21, 15:25, 26:24, 15:8  |
| 21.03.2015 | SMS II LO Opole                      | 3:0   | Sokół 43 AZS AWF Katowice            | 25:23, 25:21, 25:19               |
| 22.03.2015 | SMS II LO Opole                      | 3:2   | Sokół 43 AZS AWF Katowice            | 25:16, 25:17, 17:25, 26:28, 15:12 |
|            |                                      |       |                                      |                                   |
| 07.03.2015 | KŚ AZS Politechniki Śląskiej Gliwice | 3:0   | AEP Olimpia Jawor                    | 25:23, 25:16, 26:24               |
| 08.03.2015 | KŚ AZS Politechniki Śląskiej Gliwice | 3:1   | AEP Olimpia Jawor                    | 23:25, 25:21, 25:21, 25:23        |
| 21.03.2015 | AEP Olimpia Jawor                    | 2:3   | KŚ AZS Politechniki Śląskiej Gliwice | 19:25, 25:23, 23:25, 25:18, 13:15 |

### Klasyfikacja końcowa
| Lp. | Drużyna                               |
| --- | ------------------------------------- |
| 1   | KŚ AZS Politechniki Śląskiej Gliwice  |
| 2   | SMS LO2 Opole                         |
| 3   | Sokół 43 AZS AWF Katowice             |
| 4   | AEP Olimpia Jawor                     |
| 5   | MCKiS Jaworzno                        |
| 6   | UKS Dębowianka Dębowiec/PLKS Pszczyna |
| 7   | MKS Świdnica                          |
| 8   | MKS Zorza Wodzisław Śląski            |
| 9   | MKS Sokół Radzionków                  |
| 10  | SMS PZPS II Szczyrk                   |

     Mistrz II ligi
     Spadek do III ligi

## Grupa III

### Runda zasadnicza

#### Drużyny uczestniczące
| Uczestnicy sezonu 2013/2014 | Uczestnicy sezonu 2013/2014 | Uczestnicy sezonu 2013/2014 | Uczestnicy sezonu 2013/2014 |
| --------------------------- | --------------------------- | --------------------------- | --------------------------- |
| NDM                         | NOSiR Nowy Dwór Mazowiecki  | 4                           |                             |
| AWA                         | AZS AWF UKSW Warszawa       | 5                           |                             |
| ŁAS                         | ŁM LKS Łaskovia Łask        | 6                           |                             |

| Uczestnicy - awans z III ligi | Uczestnicy - awans z III ligi | Uczestnicy - awans z III ligi | Uczestnicy - awans z III ligi |
| ----------------------------- | ----------------------------- | ----------------------------- | ----------------------------- |
| MWA                           | Mazovia Warszawa              | 1                             |                               |

| Uczestnicy dołączeni do ligi | Uczestnicy dołączeni do ligi | Uczestnicy dołączeni do ligi | Uczestnicy dołączeni do ligi |
| ---------------------------- | ---------------------------- | ---------------------------- | ---------------------------- |
| WAW                          | Wisła Warszawa               | PZPS                         |                              |
| NAD                          | GLKS Nadarzyn                | PZPS                         |                              |
| ŁÓD                          | ŁKS II SMS MG13 Łódź         | PZPS                         |                              |

### Tabela
| Lp. | Drużyna                    | Pkt | Mecze | Mecze | Mecze | Rodzaj wyniku | Rodzaj wyniku | Rodzaj wyniku | Rodzaj wyniku | Rodzaj wyniku | Rodzaj wyniku | Sety | Sety | Sety  | Małe punkty | Małe punkty | Małe punkty |
| Lp. | Drużyna                    | Pkt | M     | W     | P     | 3:0           | 3:1           | 3:2           | 2:3           | 1:3           | 0:3           | wyg. | prz. | stos. | zdob.       | str.        | stos.       |
| --- | -------------------------- | --- | ----- | ----- | ----- | ------------- | ------------- | ------------- | ------------- | ------------- | ------------- | ---- | ---- | ----- | ----------- | ----------- | ----------- |
| 1   | Wisła Warszawa             | 34  | 12    | 12    | 0     | 8             | 2             | 2             | 0             | 0             | 0             | 36   | 6    | 6     | 1014        | 769         | 1.32        |
| 2   | AZS AWF UKSW Warszawa      | 30  | 12    | 10    | 2     | 6             | 3             | 1             | 1             | 0             | 1             | 32   | 11   | 2.91  | 943         | 751         | 1.26        |
| 3   | Mazovia Warszawa           | 21  | 12    | 7     | 5     | 3             | 3             | 1             | 1             | 2             | 2             | 25   | 20   | 1.25  | 1008        | 945         | 1.07        |
| 4   | NOSiR Nowy Dwór Mazowiecki | 19  | 12    | 6     | 6     | 4             | 2             | 0             | 1             | 2             | 3             | 22   | 20   | 1.1   | 930         | 925         | 1.01        |
| 5   | ŁM LKS Łaskovia Łask       | 11  | 12    | 4     | 8     | 2             | 1             | 1             | 0             | 5             | 3             | 17   | 27   | 0.63  | 888         | 927         | 0.96        |
| 6   | GLKS Nadarzyn              | 6   | 12    | 2     | 10    | 1             | 0             | 1             | 1             | 2             | 7             | 10   | 32   | 0.31  | 794         | 1004        | 0.79        |
| 7   | ŁKS II SMS MG13 Łódź       | 5   | 12    | 1     | 11    | 0             | 0             | 1             | 3             | 0             | 8             | 9    | 35   | 0.26  | 781         | 1037        | 0.75        |

Źródło: Tabela II ligi, grupa III (2014/2015)
Punktacja: 3:0 i 3:1 – 3 pkt; 3:2 – 2 pkt; 2:3 – 1 pkt; 1:3 i 0:3 – 0 pkt
Zasady ustalania kolejności: 1. liczba punktów; 2. stosunek setów; 3. stosunek małych punktów; 4. bilans w bezpośrednich meczach
     faza play-off
     faza play-out

### Tabela wyników
| Gospodarz \ Gość1          | AWA | NAD | ŁÓD | ŁAS | MWA | NDM | WAW |
| -------------------------- | --- | --- | --- | --- | --- | --- | --- |
| AZS AWF UKSW Warszawa      | -   | 3:0 | 3:0 | 3:1 | 3:1 | 3:1 | 2:3 |
| GLKS Nadarzyn              | 0:3 | -   | 2:3 | 0:3 | 0:3 | 0:3 | 0:3 |
| ŁKS II SMS MG13 Łódź       | 0:3 | 2:3 | -   | 0:3 | 0:3 | 0:3 | 0:3 |
| ŁM LKS Łaskovia Łask       | 0:3 | 0:3 | 3:2 | -   | 3:1 | 0:3 | 1:3 |
| Mazovia Warszawa           | 0:3 | 3:1 | 3:2 | 3:1 | -   | 3:1 | 0:3 |
| NOSiR Nowy Dwór Mazowiecki | 2:3 | 3:1 | 3:0 | 3:1 | 0:3 | -   | 0:3 |
| Wisła Warszawa             | 3:0 | 3:0 | 3:0 | 3:1 | 3:2 | 3:0 | -   |

Źródło: Tabela i wyniki II ligi grupy III (2014/2015)
1 Drużyna gospodarzy jest wymieniona po lewej stronie tabeli.
Kolory:
  zwycięstwo gospodarzy 3:0 lub 3:1
  zwycięstwo gospodarzy 3:2
  zwycięstwo gości 3:0 lub 3:1
  zwycięstwo gości 3:2

### Wyniki spotkań
| 04.10.2014 | AZS AWF UKSW Warszawa      | 2:3       | Wisła Warszawa           | 25:22, 25:23, 21:25, 15:25, 11:15 |
| 04.10.2014 | ŁM LKS Łaskovia Łask       | 3:2       | ŁKS II SMS MG13 Łódź     | 25:11, 19:25, 24:26, 25:17, 15:10 |
| 04.10.2014 | Mazovia Warszawa           | 3:1       | GLKS Nadarzyn            | 25:16, 19:25, 25:18, 25:15        |
| 04.10.2014 | NOSiR Nowy Dwór Mazowiecki | --------- | ------------------------ | pauzuje                           |

| 11.10.2014 | ŁKS II SMS MG13 Łódź       | 0:3       | Mazovia Warszawa                      | 14:25, 17:25, 8:25               |
| 11.10.2014 | ŁM LKS Łaskovia Łask       | 1:3       | Wisła Warszawa                        | 22:25, 25:23, 23:25, 14:25       |
| 11.10.2014 | NOSiR Nowy Dwór Mazowiecki | 2:3       | AZS AWF UKSW Warszawa                 | 29:27, 25:21, 15:25, 17:25, 7:15 |
| 11.10.2014 | GLKS Nadarzyn              | --------- | ------------------------------------- | pauzuje                          |

| 18.10.2014 | ŁM LKS Łaskovia Łask  | 0:3       | NOSiR Nowy Dwór Mazowiecki    | 23:25, 22:25, 20:25               |
| 18.10.2014 | Mazovia Warszawa      | 0:3       | Wisła Warszawa                | 13:25, 18:25, 20:25               |
| 18.10.2014 | GLKS Nadarzyn         | 2:3       | ŁKS II SMS MG13 Łódź          | 25:20, 25:18, 22:25, 19:25, 14:16 |
| 18.10.2014 | AZS AWF UKSW Warszawa | --------- | ----------------------------- | pauzuje                           |

| 25.10.2014 | Wisła Warszawa             | 3:0       | GLKS Nadarzyn                 | 25:18, 26:24, 25:17        |
| 25.10.2014 | NOSiR Nowy Dwór Mazowiecki | 0:3       | Mazovia Warszawa              | 17:25, 18:25, 17:25        |
| 25.10.2014 | AZS AWF UKSW Warszawa      | 3:1       | ŁM LKS Łaskovia Łask          | 24:26, 25:18, 25:14, 25:15 |
| 25.10.2014 | ŁKS II SMS MG13 Łódź       | --------- | ----------------------------- | pauzuje                    |

| 08.11.2014 | Mazovia Warszawa     | 0:3       | AZS AWF UKSW Warszawa         | 20:25, 20:25, 16:25 |
| 08.11.2014 | GLKS Nadarzyn        | 0:3       | NOSiR Nowy Dwór Mazowiecki    | 13:25, 11:25, 17:25 |
| 08.11.2014 | ŁKS II SMS MG13 Łódź | 0:3       | Wisła Warszawa                | 8:25, 17:25, 13:25  |
| 08.11.2014 | ŁM LKS Łaskovia Łask | --------- | ----------------------------- | pauzuje             |

| 15.11.2014 | NOSiR Nowy Dwór Mazowiecki | 3:0       | ŁKS II SMS MG13 Łódź                | 32:30, 25:22, 25:21        |
| 15.11.2014 | AZS AWF UKSW Warszawa      | 3:0       | GLKS Nadarzyn                       | 25:18, 25:22, 25:15        |
| 15.11.2014 | ŁM LKS Łaskovia Łask       | 3:1       | Mazovia Warszawa                    | 20:25, 25:21, 25:23, 25:23 |
| 15.11.2014 | Wisła Warszawa             | --------- | ----------------------------------- | pauzuje                    |

| 22.11.2014 | GLKS Nadarzyn         | 0:3       | ŁM LKS Łaskovia Łask              | 12:25, 13:25, 21:25 |
| 22.11.2014 | AZS AWF UKSW Warszawa | 3:0       | ŁKS II SMS MG13 Łódź              | 25:12, 25:7, 25:11  |
| 22.11.2014 | Wisła Warszawa        | 3:0       | NOSiR Nowy Dwór Mazowiecki        | 25:23, 25:23, 25:17 |
| 22.11.2014 | Mazovia Warszawa      | --------- | --------------------------------- | pauzuje             |

| 29.11.2014 | Wisła Warszawa             | 3:0       | AZS AWF UKSW Warszawa   | 25:23, 25:22, 25:21 |
| 29.11.2014 | ŁKS II SMS MG13 Łódź       | 0:3       | ŁM LKS Łaskovia Łask    | 23:25, 23:25, 16:25 |
| 29.11.2014 | GLKS Nadarzyn              | 0:3       | Mazovia Warszawa        | 22:25, 23:25, 21:25 |
| 29.11.2014 | NOSiR Nowy Dwór Mazowiecki | --------- | ----------------------- | pauzuje             |

| 06.12.2014 | Mazovia Warszawa      | 3:2       | ŁKS II SMS MG13 Łódź                 | 25:9, 28:30, 25:13, 17:25, 15:10 |
| 06.12.2014 | Wisła Warszawa        | 3:1       | ŁM LKS Łaskovia Łask                 | 25:19, 20:25, 25:19, 25:13       |
| 06.12.2014 | AZS AWF UKSW Warszawa | 3:1       | NOSiR Nowy Dwór Mazowiecki           | 25:18, 25:19, 24:26, 25:14       |
| 06.12.2014 | GLKS Nadarzyn         | --------- | ------------------------------------ | pauzuje                          |

| 13.12.2014 | NOSiR Nowy Dwór Mazowiecki | 3:1       | ŁM LKS Łaskovia Łask          | 25:17, 20:25, 29:27, 25:15        |
| 13.12.2014 | Wisła Warszawa             | 3:2       | Mazovia Warszawa              | 21:25, 25:23, 23:25, 25:20, 16:14 |
| 13.12.2014 | ŁKS II SMS MG13 Łódź       | 2:3       | GLKS Nadarzyn                 | 23:25, 25:15, 29:31, 25:21, 13:15 |
| 13.12.2014 | AZS AWF UKSW Warszawa      | --------- | ----------------------------- | pauzuje                           |

| 10.01.2015 | Wisła Warszawa       | 3:0       | GLKS Nadarzyn                  | 25:15, 25:14, 25:15        |
| 10.01.2015 | Mazovia Warszawa     | 3:1       | NOSiR Nowy Dwór Mazowiecki     | 28:26, 22:25, 25:20, 25:22 |
| 10.01.2015 | ŁM LKS Łaskovia Łask | 0:3       | AZS AWF UKSW Warszawa          | 22:25, 15:25, 17:25        |
| 10.01.2015 | ŁKS II SMS MG13 Łódź | --------- | ------------------------------ | pauzuje                    |

| 17.01.2015 | AZS AWF UKSW Warszawa      | 3:1       | Mazovia Warszawa               | 25:13, 19:25, 25:16, 25:23 |
| 17.01.2015 | NOSiR Nowy Dwór Mazowiecki | 3:1       | GLKS Nadarzyn                  | 22:25, 25:11, 25:17, 25:21 |
| 17.01.2015 | Wisła Warszawa             | 3:0       | ŁKS II SMS MG13 Łódź           | 25:12, 25:9, 25:14         |
| 17.01.2015 | ŁM LKS Łaskovia Łask       | --------- | ------------------------------ | pauzuje                    |

| 24.01.2015 | ŁKS II SMS MG13 Łódź | 0:3       | NOSiR Nowy Dwór Mazowiecki          | 18:25, 19:25, 14:25        |
| 24.01.2015 | GLKS Nadarzyn        | 0:3       | AZS AWF UKSW Warszawa               | 12:25, 14:25, 21:25        |
| 24.01.2015 | Mazovia Warszawa     | 3:1       | ŁM LKS Łaskovia Łask                | 25:18, 21:25, 25:19, 25:23 |
| 24.01.2015 | Wisła Warszawa       | --------- | ----------------------------------- | pauzuje                    |

| 14.02.2015 | ŁM LKS Łaskovia Łask       | 0:3       | GLKS Nadarzyn                       | 24:26, 21:25, 23:25 |
| 14.02.2015 | ŁKS II SMS MG13 Łódź       | 0:3       | AZS AWF UKSW Warszawa               | 23:25, 22:25, 13:25 |
| 14.02.2015 | NOSiR Nowy Dwór Mazowiecki | 0:3       | Wisła Warszawa                      | 16:25, 17:25, 16:25 |
| 14.02.2015 | Mazovia Warszawa           | --------- | ----------------------------------- | pauzuje             |

### I runda play-off

#### O miejsca 1-4
(do 3 zwycięstw)
| Data       | Drużyna 1                  | Wynik | Drużyna 2                  | Sety                             |
| ---------- | -------------------------- | ----- | -------------------------- | -------------------------------- |
| 07.03.2015 | Wisła Warszawa             | 3:0   | NOSiR Nowy Dwór Mazowiecki | 25:19, 25:23, 25:17              |
| 08.03.2015 | Wisła Warszawa             | 3:0   | NOSiR Nowy Dwór Mazowiecki | 25:8, 25:14, 25:17               |
| 21.03.2015 | NOSiR Nowy Dwór Mazowiecki | 0:3   | Wisła Warszawa             | 16:25, 16:25, 19:25              |
|            |                            |       |                            |                                  |
| 07.03.2015 | AZS AWF UKSW Warszawa      | 3:2   | Mazovia Warszawa           | 25:16, 21:25, 17:25, 25:13, 15:8 |
| 08.03.2015 | AZS AWF UKSW Warszawa      | 3:2   | Mazovia Warszawa           | 25:16, 21:25, 17:25, 25:13, 15:8 |
| 21.03.2015 | Mazovia Warszawa           | 0:3   | AZS AWF UKSW Warszawa      | 11:25, 20:25, 24:26              |

### Klasyfikacja końcowa
| Lp. | Drużyna                    |
| --- | -------------------------- |
| 1   | Wisła Warszawa             |
| 2   | KS AZS AWF UKSW Warszawa   |
| 3   | Bluesoft Mazovia Warszawa  |
| 4   | NOSiR Nowy Dwór Mazowiecki |
| 5   | ŁM LKS Łaskovia Łask       |
| 6   | GLKS Nadarzyn              |
| 7   | ŁKS II SMS MG13 Łódź       |

     Mistrz II ligi
     Spadek do III ligi

## Grupa IV

### Runda zasadnicza

#### Drużyny uczestniczące
| Uczestnicy sezonu 2013/2014 | Uczestnicy sezonu 2013/2014 | Uczestnicy sezonu 2013/2014 | Uczestnicy sezonu 2013/2014 |
| --------------------------- | --------------------------- | --------------------------- | --------------------------- |
| TTL                         | Tomasovia Tomaszów Lubelski | 3                           |                             |
| BKR                         | KS Bronowianka Kraków       | 4                           |                             |
| TAR                         | Grupa Azoty PWSZ Tarnów     | 5                           |                             |
| JAR                         | MKS SAN-Pajda Jarosław      | 7                           |                             |
| WIE                         | Kampus Wielicki             | 8                           |                             |

| Uczestnicy - awans z III ligi | Uczestnicy - awans z III ligi | Uczestnicy - awans z III ligi | Uczestnicy - awans z III ligi |
| ----------------------------- | ----------------------------- | ----------------------------- | ----------------------------- |
| SSĄ                           | MUKS Poprad Stary Sącz        | 1                             |                               |
| MIE                           | UKS Szóstka Mielec            | 2                             |                               |

| Uczestnicy dołączeni do ligi | Uczestnicy dołączeni do ligi | Uczestnicy dołączeni do ligi | Uczestnicy dołączeni do ligi |
| ---------------------------- | ---------------------------- | ---------------------------- | ---------------------------- |
| AKR                          | AGH Kraków                   | PZPS                         |                              |
| ZAT                          | UKS Sokół Zator              | PZPS                         |                              |

### Tabela
| Lp. | Drużyna                     | Pkt | Mecze | Mecze | Mecze | Rodzaj wyniku | Rodzaj wyniku | Rodzaj wyniku | Rodzaj wyniku | Rodzaj wyniku | Rodzaj wyniku | Sety | Sety | Sety  | Małe punkty | Małe punkty | Małe punkty |
| Lp. | Drużyna                     | Pkt | M     | W     | P     | 3:0           | 3:1           | 3:2           | 2:3           | 1:3           | 0:3           | wyg. | prz. | stos. | zdob.       | str.        | stos.       |
| --- | --------------------------- | --- | ----- | ----- | ----- | ------------- | ------------- | ------------- | ------------- | ------------- | ------------- | ---- | ---- | ----- | ----------- | ----------- | ----------- |
| 1   | KS Bronowianka Kraków       | 38  | 15    | 13    | 2     | 9             | 3             | 1             | 0             | 1             | 1             | 40   | 11   | 3.64  | 1300        | 1041        | 1.25        |
| 2   | AGH Kraków                  | 38  | 15    | 12    | 3     | 7             | 5             | 0             | 2             | 1             | 0             | 41   | 14   | 2.93  | 1296        | 1097        | 1.18        |
| 3   | Grupa Azoty PWSZ Tarnów     | 34  | 15    | 12    | 3     | 4             | 6             | 2             | 0             | 0             | 3             | 36   | 19   | 1.89  | 1278        | 1076        | 1.19        |
| 4   | Tomasovia Tomaszów Lubelski | 26  | 15    | 9     | 6     | 6             | 1             | 2             | 1             | 1             | 4             | 30   | 23   | 1.3   | 1165        | 1106        | 1.05        |
| 7   | UKS Szóstka Mielec          | 19  | 15    | 6     | 9     | 5             | 1             | 0             | 1             | 4             | 4             | 24   | 28   | 0.86  | 1111        | 1136        | 0.98        |
| 6   | Kampus Wielicki             | 19  | 15    | 6     | 9     | 3             | 2             | 1             | 2             | 4             | 3             | 26   | 31   | 0.84  | 1199        | 1221        | 0.98        |
| 5   | MKS SAN-Pajda Jarosław      | 15  | 15    | 5     | 10    | 2             | 3             | 0             | 0             | 3             | 7             | 18   | 33   | 0.55  | 1070        | 1151        | 0.93        |
| 8   | MUKS Poprad Stary Sącz      | 3   | 9     | 1     | 8     | 0             | 1             | 0             | 0             | 2             | 6             | 5    | 25   | 0.2   | 594         | 729         | 0.81        |
| 9   | UKS Sokół Zator             | 0   | 15    | 0     | 15    | 0             | 0             | 0             | 0             | 7             | 8             | 7    | 45   | 0.16  | 826         | 1282        | 0.64        |

Źródło: Tabela II ligi, grupa IV (2014/2015)
Punktacja: 3:0 i 3:1 – 3 pkt; 3:2 – 2 pkt; 2:3 – 1 pkt; 1:3 i 0:3 – 0 pkt
Zasady ustalania kolejności: 1. liczba punktów; 2. stosunek setów; 3. stosunek małych punktów; 4. bilans w bezpośrednich meczach
1MUKS Poprad Stary Sącz zostaje wycofany z rozgrywek II ligi grupy IV
     faza play-off
     faza play-out

### Tabela wyników
| Gospodarz \ Gość1           | AKR | TAR | WIE | BKR | JAR | SSĄ | TTL | ZAT | MIE |
| --------------------------- | --- | --- | --- | --- | --- | --- | --- | --- | --- |
| AGH Kraków                  | -   | 3:0 | 3:1 | 1:3 | 3:0 | 3:1 | 3:1 | 3:1 | 3:0 |
| Grupa Azoty PWSZ Tarnów     | 0:3 | -   | 3:1 | 3:1 | 3:1 | WYC | 3:0 | 3:1 | 3:0 |
| Kampus Wielicki             | 0:3 | 2:3 | -   | 3:0 | 3:1 | WYC | 2:3 | 3:0 | 0:3 |
| KS Bronowianka Kraków       | 3:2 | 3:0 | 3:1 | -   | 3:0 | WYC | 3:0 | 3:0 | 3:1 |
| MKS SAN-Pajda Jarosław      | 1:3 | 0:3 | 3:1 | 0:3 | -   | 3:0 | 0:3 | 3:1 | 3:1 |
| MUKS Poprad Stary Sącz      | WYC | 0:3 | 0:3 | 0:3 | WYC | -   | 0:3 | 3:1 | WYC |
| Tomasovia Tomaszów Lubelski | 3:2 | 2:3 | 3:0 | 0:3 | 3:0 | WYC | -   | 3:0 | 3:1 |
| UKS Sokół Zator             | 0:3 | 1:3 | 1:3 | 0:3 | 0:3 | WYC | 0:3 | -   | 1:3 |
| UKS Szóstka Mielec          | 0:3 | 1:3 | 2:3 | 0:3 | 3:0 | 3:0 | 3:0 | 3:0 | -   |

Źródło: Tabela i wyniki II ligi grupy IV (2014/2015)
1 Drużyna gospodarzy jest wymieniona po lewej stronie tabeli.
Kolory:
  zwycięstwo gospodarzy 3:0 lub 3:1
  zwycięstwo gospodarzy 3:2
  zwycięstwo gości 3:0 lub 3:1
  zwycięstwo gości 3:2

### Wyniki spotkań
| 27.09.2014 | Tomasovia Tomaszów Lubelski | 3:0          | UKS Sokół Zator                       | 25:13, 25:18, 25:22        |
| 27.09.2014 | MUKS Poprad Stary Sącz      | 0:3          | KS Bronowianka Kraków                 | 18:25, 14:25, 20:25        |
| 27.09.2014 | UKS Szóstka Mielec          | 1:3          | Grupa Azoty PWSZ Tarnów               | 19:25, 25:23, 18:25, 17:25 |
| 27.09.2014 | MKS SAN-Pajda Jarosław      | 3:1          | Kampus Wielicki                       | 23:25, 25:10, 25:20, 25:20 |
| 27.09.2014 | AGH Kraków                  | ------------ | ------------------------------------- | pauzuje                    |

| 04.10.2014 | UKS Szóstka Mielec     | 3:0         | MKS SAN-Pajda Jarosław            | 25:20, 25:22, 25:23        |
| 04.10.2014 | MUKS Poprad Stary Sącz | 0:3         | Grupa Azoty PWSZ Tarnów           | 16:25, 24:26, 20:25        |
| 04.10.2014 | UKS Sokół Zator        | 0:3         | KS Bronowianka Kraków             | 11:25, 16:25, 18:25        |
| 04.10.2014 | AGH Kraków             | 3:1         | Tomasovia Tomaszów Lubelski       | 25:19, 22:25, 25:22, 25:18 |
| 04.10.2014 | Kampus Wielicki        | ----------- | --------------------------------- | pauzuje                    |

| 11.10.2014 | KS Bronowianka Kraków       | 3:2         | AGH Kraków             | 18:25, 25:16, 25:16, 17:25, 15:11 |
| 11.10.2014 | Grupa Azoty PWSZ Tarnów     | 3:1         | UKS Sokół Zator        | 25:15, 25:16, 21:25, 25:10        |
| 11.10.2014 | MKS SAN-Pajda Jarosław      | 3:0         | MUKS Poprad Stary Sącz | 25:22, 25:18, 25:16               |
| 11.10.2014 | Kampus Wielicki             | 0:3         | UKS Szóstka Mielec     | 23:25, 23:25, 16:25               |
| 11.10.2014 | Tomasovia Tomaszów Lubelski | ----------- | ---------------------  | pauzuje                           |

| 18.10.2014 | MUKS Poprad Stary Sącz      | 0:3         | Kampus Wielicki                | 22:25, 16:25, 21:25 |
| 18.10.2014 | UKS Sokół Zator             | 0:3         | MKS SAN-Pajda Jarosław         | 12:25, 17:25, 15:25 |
| 18.10.2014 | AGH Kraków                  | 3:0         | Grupa Azoty PWSZ Tarnów        | 25:17, 25:23, 25:21 |
| 18.10.2014 | Tomasovia Tomaszów Lubelski | 0:3         | KS Bronowianka Kraków          | 19:25, 18:25, 21:25 |
| 18.10.2014 | UKS Szóstka Mielec          | ----------- | ------------------------------ | pauzuje             |

| 25.10.2014 | Grupa Azoty PWSZ Tarnów | 3:0         | Tomasovia Tomaszów Lubelski | 25:14, 25:20, 25:23        |
| 25.10.2014 | MKS SAN-Pajda Jarosław  | 1:3         | AGH Kraków                  | 21:25, 25:23, 20:25, 19:25 |
| 25.10.2014 | Kampus Wielicki         | 3:0         | UKS Sokół Zator             | 25:16, 25:9, 25:8          |
| 25.10.2014 | UKS Szóstka Mielec      | 3:0         | MUKS Poprad Stary Sącz      | 25:18, 33:31, 25:16        |
| 25.10.2014 | KS Bronowianka Kraków   | ----------- | --------------------------- | pauzuje                    |

| 08.11.2014 | UKS Sokół Zator             | 1:3         | UKS Szóstka Mielec         | 17:25, 25:19, 12:25, 12:25 |
| 08.11.2014 | AGH Kraków                  | 3:1         | Kampus Wielicki            | 25:15, 25:14, 22:25, 25:17 |
| 08.11.2014 | Tomasovia Tomaszów Lubelski | 3:0         | MKS SAN-Pajda Jarosław     | 25:14, 25:23, 25:15        |
| 08.11.2014 | KS Bronowianka Kraków       | 3:0         | Grupa Azoty PWSZ Tarnów    | 25:19, 25:17, 25:17        |
| 08.11.2014 | MUKS Poprad Stary Sącz      | ----------- | -------------------------- | pauzuje                    |

| 15.11.2014 | MKS SAN-Pajda Jarosław  | 0:3         | KS Bronowianka Kraków       | 14:25, 21:25, 19:25               |
| 15.11.2014 | Kampus Wielicki         | 2:3         | Tomasovia Tomaszów Lubelski | 19:25, 20:25, 25:14, 25:22, 18:20 |
| 15.11.2014 | UKS Szóstka Mielec      | 0:3         | AGH Kraków                  | 24:26, 19:25, 23:25               |
| 15.11.2014 | MUKS Poprad Stary Sącz  | 3:1         | UKS Sokół Zator             | 25:19, 22:25, 25:16, 25:15        |
| 15.11.2014 | Grupa Azoty PWSZ Tarnów | ----------- | -------------------------   | pauzuje                           |

| 22.11.2014 | AGH Kraków                  | 3:1         | MUKS Poprad Stary Sącz            | 25:16, 22:25, 25:21, 25:20 |
| 22.11.2014 | Tomasovia Tomaszów Lubelski | 3:1         | UKS Szóstka Mielec                | 25:22, 21:25, 25:19, 25:19 |
| 22.11.2014 | KS Bronowianka Kraków       | 3:1         | Kampus Wielicki                   | 25:22, 25:10, 17:25, 25:17 |
| 22.11.2014 | Grupa Azoty PWSZ Tarnów     | 3:1         | MKS SAN-Pajda Jarosław            | 25:8, 25:16, 23:25, 25:20  |
| 22.11.2014 | UKS Sokół Zator             | ----------- | --------------------------------- | pauzuje                    |

| 29.11.2014 | Kampus Wielicki        | 2:3         | Grupa Azoty PWSZ Tarnów     | 25:19, 14:25, 20:25, 26:24, 8:15 |
| 29.11.2014 | UKS Szóstka Mielec     | 0:3         | KS Bronowianka Kraków       | 13:25, 18:25, 17:25              |
| 29.11.2014 | MUKS Poprad Stary Sącz | 0:3         | Tomasovia Tomaszów Lubelski | 16:25, 17:25, 12:25              |
| 29.11.2014 | UKS Sokół Zator        | 0:3         | AGH Kraków                  | 13:25, 15:25, 18:25              |
| 29.11.2014 | MKS SAN-Pajda Jarosław | ----------- | --------------------------  | pauzuje                          |

| 06.12.2014 | UKS Sokół Zator         | 0:3         | Tomasovia Tomaszów Lubelski            | 16:25, 21:25, 15:25        |
| 06.12.2014 | Grupa Azoty PWSZ Tarnów | 3:0         | UKS Szóstka Mielec                     | 25:18, 25:12, 25:12        |
| 06.12.2014 | Kampus Wielicki         | 3:1         | MKS SAN-Pajda Jarosław                 | 25:20, 26:24, 23:25, 25:14 |
| 06.12.2014 | AGH Kraków              | ----------- | -------------------------------------- | pauzuje                    |
| 06.12.2014 | KS Bronowianka Kraków   | ----------- | ---------------------------            | pauzuje                    |

| 13.12.2014 | MKS SAN-Pajda Jarosław      | 3:1         | UKS Szóstka Mielec                | 19:25, 25:18, 25:22, 25:20        |
| 13.12.2014 | KS Bronowianka Kraków       | 3:0         | UKS Sokół Zator                   | 25:12, 25:10, 25:11               |
| 13.12.2014 | Tomasovia Tomaszów Lubelski | 3:2         | AGH Kraków                        | 22:25, 25:21, 18:25, 25:18, 15:11 |
| 13.12.2014 | Kampus Wielicki             | ----------- | --------------------------------- | pauzuje                           |
| 13.12.2014 | Grupa Azoty PWSZ Tarnów     | ----------- | -------------------------         | pauzuje                           |

| 20.12.2014 | AGH Kraków                  | 1:3         | KS Bronowianka Kraków      | 24:26, 18:25, 25:23, 20:25        |
| 20.12.2014 | UKS Sokół Zator             | 1:3         | Grupa Azoty PWSZ Tarnów    | 25:22, 17:25, 12:25, 10:25        |
| 20.12.2014 | UKS Szóstka Mielec          | 2:3         | Kampus Wielicki            | 25:14, 25:23, 22:25, 15:25, 11:15 |
| 20.12.2014 | Tomasovia Tomaszów Lubelski | ----------- | ---------------------      | pauzuje                           |
| 20.12.2014 | MKS SAN-Pajda Jarosław      | ----------- | -------------------------- | pauzuje                           |

| 10.01.2015 | MKS SAN-Pajda Jarosław  | 3:1         | UKS Sokół Zator                | 25:11, 25:11, 27:29, 25:20 |
| 10.01.2015 | Grupa Azoty PWSZ Tarnów | 0:3         | AGH Kraków                     | 22:25, 23:25, 19:25        |
| 10.01.2015 | KS Bronowianka Kraków   | 3:0         | Tomasovia Tomaszów Lubelski    | 25:19, 25:18, 25:18        |
| 10.01.2015 | UKS Szóstka Mielec      | ----------- | ------------------------------ | pauzuje                    |
| 10.01.2015 | Kampus Wielicki         | ----------- | -----------------------        | pauzuje                    |

| 17.01.2015 | Tomasovia Tomaszów Lubelski | 2:3         | Grupa Azoty PWSZ Tarnów         | 27:25, 25:20, 14:25, 24:26, 12:15 |
| 17.01.2015 | AGH Kraków                  | 3:0         | MKS SAN-Pajda Jarosław          | 25:18, 25:17, 25:19               |
| 17.01.2015 | UKS Sokół Zator             | 1:3         | Kampus Wielicki                 | 14:25, 24:26, 25:19, 13:25        |
| 17.01.2015 | UKS Bronowianka Kraków      | ----------- | --------------------------      | pauzuje                           |
| 17.01.2015 | KS Szóstka Mielec           | ----------- | ------------------------------- | pauzuje                           |

| 24.01.2015 | KS Szóstka Mielec       | 3:0 | UKS Sokół Zator             | 25:13, 25:12, 25:11        |
| 24.01.2015 | Kampus Wielicki         | 0:3 | AGH Kraków                  | 19:25, 22:25, 20:25        |
| 24.01.2015 | MKS SAN-Pajda Jarosław  | 0:3 | Tomasovia Tomaszów Lubelski | 13:25, 18:25, 17:25        |
| 24.01.2015 | Grupa Azoty PWSZ Tarnów | 3:1 | UKS Bronowianka Kraków      | 25:21, 21:25, 25:20, 25:20 |

| 31.01.2015 | UKS Bronowianka Kraków      | 3:0         | MKS SAN-Pajda Jarosław            | 25:22, 25:18, 25:22 |
| 31.01.2015 | Tomasovia Tomaszów Lubelski | 3:0         | Kampus Wielicki                   | 25:19, 25:19, 25:18 |
| 31.01.2015 | AGH Kraków                  | 3:0         | KS Szóstka Mielec                 | 25:14, 25:16, 25:22 |
| 31.01.2015 | Grupa Azoty PWSZ Tarnów     | ----------- | -------------------------         | pauzuje             |
| 31.01.2015 | UKS Sokół Zator             | ----------- | --------------------------------- | pauzuje             |

| 14.02.2015 | KS Szóstka Mielec      | 3:0         | Tomasovia Tomaszów Lubelski            | 25:14, 25:19, 25:19 |
| 14.02.2015 | Kampus Wielicki        | 3:0         | UKS Bronowianka Kraków                 | 25:18, 25:17, 25:17 |
| 14.02.2015 | MKS SAN-Pajda Jarosław | 0:3         | Grupa Azoty PWSZ Tarnów                | 16:25, 20:25, 18:25 |
| 14.02.2015 | UKS Sokół Zator        | ----------- | ---------------------------------      | pauzuje             |
| 14.02.2015 | AGH Kraków             | ----------- | -------------------------------------- | pauzuje             |

| 21.02.2015 | Grupa Azoty PWSZ Tarnów     | 3:1         | Kampus Wielicki            | 19:25, 25:15, 25:22, 25:16 |
| 21.02.2015 | UKS Bronowianka Kraków      | 3:1         | KS Szóstka Mielec          | 25:17, 24:26, 25:17, 25:19 |
| 21.02.2015 | AGH Kraków                  | 3:1         | UKS Sokół Zator            | 25:15, 26:28, 25:17, 25:7  |
| 21.02.2015 | MKS SAN-Pajda Jarosław      | ----------- | -------------------------- | pauzuje                    |
| 21.02.2015 | Tomasovia Tomaszów Lubelski | ----------- | ---------------------      | pauzuje                    |

### Play-off

#### O miejsca 1-4
(do 3 zwycięstw)
| Data       | Drużyna 1                   | Wynik | Drużyna 2                   | Sety                              |
| ---------- | --------------------------- | ----- | --------------------------- | --------------------------------- |
| 07.03.2015 | UKS Bronowianka Kraków      | 3:1   | Tomasovia Tomaszów Lubelski | 22:25, 25:16, 25:23, 25:17        |
| 08.03.2015 | UKS Bronowianka Kraków      | 3:0   | Tomasovia Tomaszów Lubelski | 25:14, 25:21, 25:23               |
| 21.03.2015 | Tomasovia Tomaszów Lubelski | 0:3   | UKS Bronowianka Kraków      | 18:25, 14:25, 22:25               |
|            |                             |       |                             |                                   |
| 14.03.2015 | AGH Kraków                  | 3:1   | Grupa Azoty PWSZ Tarnów     | 25:17, 25:17, 24:26, 25:23        |
| 15.03.2015 | AGH Kraków                  | 3:2   | Grupa Azoty PWSZ Tarnów     | 18:25, 25:21, 18:25, 25:16, 15:11 |
| 21.03.2015 | Grupa Azoty PWSZ Tarnów     | 2:3   | AGH Kraków                  | 13:25, 25:21, 15:25, 25:23, 10:15 |

### Klasyfikacja końcowa
| Lp. | Drużyna                     |
| --- | --------------------------- |
| 1   | KS Bronowianka Kraków       |
| 2   | AGH Kraków                  |
| 3   | Grupa Azoty PWSZ Tarnów     |
| 4   | Tomasovia Tomaszów Lubelski |
| 5   | UKS Szóstka Mielec          |
| 6   | Kampus Wielicki             |
| 7   | MKS SAN-Pajda Jarosław      |
| 8   | UKS Sokół Zator             |
| 9   | MUKS Poprad Stary Sącz      |

     Mistrz II ligi
     Spadek do III ligi

## Turnieje półfinałowe

### Grupa I (Proszowice)
Tabela
| Lp. | Drużyna                              | Pkt | Mecze | Mecze | Mecze | Rodzaj wyniku | Rodzaj wyniku | Rodzaj wyniku | Rodzaj wyniku | Rodzaj wyniku | Rodzaj wyniku | Sety | Sety | Sety  | Małe punkty | Małe punkty | Małe punkty |
| Lp. | Drużyna                              | Pkt | M     | W     | P     | 3:0           | 3:1           | 3:2           | 2:3           | 1:3           | 0:3           | wyg. | prz. | stos. | zdob.       | str.        | stos.       |
| --- | ------------------------------------ | --- | ----- | ----- | ----- | ------------- | ------------- | ------------- | ------------- | ------------- | ------------- | ---- | ---- | ----- | ----------- | ----------- | ----------- |
| 1   | PSPS Chemik Police                   | 7   | 3     | 2     | 1     | 2             | 0             | 0             | 1             | 0             | 0             | 8    | 3    | 2.67  | 250         | 197         | 1.27        |
| 2   | KŚ AZS Politechniki Śląskiej Gliwice | 6   | 3     | 2     | 1     | 1             | 0             | 1             | 1             | 0             | 0             | 8    | 5    | 1.6   | 268         | 264         | 1.02        |
| 3   | AGH Kraków                           | 5   | 3     | 2     | 1     | 0             | 1             | 1             | 0             | 0             | 1             | 6    | 6    | 1     | 250         | 257         | 0.97        |
| 4   | AZS AWF UKSW Warszawa                | 0   | 3     | 0     | 3     | 0             | 0             | 0             | 0             | 1             | 2             | 1    | 9    | 0.11  | 191         | 241         | 0.79        |

Źródło: Tabela turnieju półfinałowego, grupa I
Punktacja: 3:0 i 3:1 – 3 pkt; 3:2 – 2 pkt; 2:3 – 1 pkt; 1:3 i 0:3 – 0 pkt
Zasady ustalania kolejności: 1. liczba punktów; 2. stosunek setów; 3. stosunek małych punktów; 4. bilans w bezpośrednich meczach
 Wyniki 
| Data       | Drużyna 1                         | Wynik | Drużyna 2                         | Sety                             |
| ---------- | --------------------------------- | ----- | --------------------------------- | -------------------------------- |
| 10.04.2015 | PSPS Chemik Police                | 3:0   | AGH Kraków                        | 28:26, 25:8, 25:20               |
| 10.04.2015 | AZS Politechniki Śląskiej Gliwice | 3:0   | AZS AWF Warszawa                  | 26:24, 25:19, 25:18              |
|            |                                   |       |                                   |                                  |
| 11.04.2015 | AGH Kraków                        | 3:1   | AZS AWF Warszawa                  | 25:22, 25:18, 14:25, 26:24       |
| 11.04.2015 | PSPS Chemik Police                | 2:3   | AZS Politechniki Śląskiej Gliwice | 19:25, 25:22, 25:15, 21:25, 7:15 |
|            |                                   |       |                                   |                                  |
| 12.04.2015 | AZS Politechniki Śląskiej Gliwice | 2:3   | AGH Kraków                        | 25:20, 25:21, 16:25, 15:25, 9:15 |
| 12.04.2015 | AZS AWF Warszawa                  | 0:3   | PSPS Chemik Police                | 14:25, 17:25, 10:25              |

### Grupa II (Opole)
Tabela
| Lp. | Drużyna                | Pkt | Mecze | Mecze | Mecze | Rodzaj wyniku | Rodzaj wyniku | Rodzaj wyniku | Rodzaj wyniku | Rodzaj wyniku | Rodzaj wyniku | Sety | Sety | Sety  | Małe punkty | Małe punkty | Małe punkty |
| Lp. | Drużyna                | Pkt | M     | W     | P     | 3:0           | 3:1           | 3:2           | 2:3           | 1:3           | 0:3           | wyg. | prz. | stos. | zdob.       | str.        | stos.       |
| --- | ---------------------- | --- | ----- | ----- | ----- | ------------- | ------------- | ------------- | ------------- | ------------- | ------------- | ---- | ---- | ----- | ----------- | ----------- | ----------- |
| 1   | Wisła Warszawa         | 9   | 3     | 3     | 0     | 2             | 1             | 0             | 0             | 0             | 0             | 9    | 1    | 9     | 252         | 207         | 1.22        |
| 2   | KS Bronowianka Kraków  | 5   | 3     | 2     | 1     | 1             | 0             | 1             | 0             | 1             | 0             | 7    | 5    | 1.4   | 266         | 258         | 1.03        |
| 3   | SMS II LO Opole        | 4   | 3     | 1     | 2     | 1             | 0             | 0             | 1             | 0             | 1             | 5    | 6    | 0.83  | 230         | 224         | 1.03        |
| 4   | E.Leclerc Orzeł Elbląg | 0   | 3     | 0     | 3     | 0             | 0             | 0             | 0             | 0             | 3             | 0    | 9    | 0     | 166         | 225         | 0.74        |

Źródło: Tabela turnieju półfinałowego, grupa II
Punktacja: 3:0 i 3:1 – 3 pkt; 3:2 – 2 pkt; 2:3 – 1 pkt; 1:3 i 0:3 – 0 pkt
Zasady ustalania kolejności: 1. liczba punktów; 2. stosunek setów; 3. stosunek małych punktów; 4. bilans w bezpośrednich meczach
 Wyniki 
| Data       | Drużyna 1               | Wynik | Drużyna 2               | Sety                              |
| ---------- | ----------------------- | ----- | ----------------------- | --------------------------------- |
| 10.04.2015 | Wisła Warszawa          | 3:0   | SMS LO 2 Opole          | 25:17, 25:17, 25:19               |
| 10.04.2015 | KS Bronowianka Kraków   | 3:0   | E. Leclerc Orzeł Elbląg | 25:16, 25:21, 25:17               |
|            |                         |       |                         |                                   |
| 11.04.2015 | SMS LO 2 Opole          | 3:0   | E. Leclerc Orzeł Elbląg | 25:15, 25:23, 25:14               |
| 11.04.2015 | Wisła Warszawa          | 3:1   | KS Bronowianka Kraków   | 25:20, 25:27, 25:22, 27:25        |
|            |                         |       |                         |                                   |
| 12.04.2015 | KS Bronowianka Kraków   | 3:2   | SMS LO 2 Opole          | 25:19, 16:25, 25:21, 16:25, 15:12 |
| 12.04.2015 | E. Leclerc Orzeł Elbląg | 0:3   | Wisła Warszawa          | 23:25, 21:25, 16:25               |

## Turniej finałowy
Tabela 
| Lp. | Drużyna                              | Pkt | Mecze | Mecze | Mecze | Rodzaj wyniku | Rodzaj wyniku | Rodzaj wyniku | Rodzaj wyniku | Rodzaj wyniku | Rodzaj wyniku | Sety | Sety | Sety  | Małe punkty | Małe punkty | Małe punkty |
| Lp. | Drużyna                              | Pkt | M     | W     | P     | 3:0           | 3:1           | 3:2           | 2:3           | 1:3           | 0:3           | wyg. | prz. | stos. | zdob.       | str.        | stos.       |
| --- | ------------------------------------ | --- | ----- | ----- | ----- | ------------- | ------------- | ------------- | ------------- | ------------- | ------------- | ---- | ---- | ----- | ----------- | ----------- | ----------- |
| 1   | Wisła Warszawa                       | 6   | 3     | 3     | 0     | 2             | 1             | 0             | 0             | 0             | 0             | 9    | 1    | 9     | 247         | 209         | 1.18        |
| 2   | KŚ AZS Politechniki Śląskiej Gliwice | 4   | 3     | 1     | 2     | 1             | 0             | 0             | 1             | 0             | 1             | 5    | 6    | 0.83  | 242         | 241         | 1           |
| 3   | PSPS Chemik Police                   | 4   | 3     | 1     | 2     | 0             | 1             | 0             | 0             | 1             | 1             | 4    | 7    | 0.57  | 220         | 237         | 0.93        |
| 4   | KS Bronowianka Kraków                | 4   | 3     | 1     | 2     | 0             | 0             | 1             | 0             | 1             | 1             | 4    | 8    | 0.5   | 256         | 278         | 0.92        |

 Wyniki 
| Data       | Drużyna 1                            | Wynik | Drużyna 2                            | Sety                             |
| ---------- | ------------------------------------ | ----- | ------------------------------------ | -------------------------------- |
| 01.05.2015 | PSPS Chemik Police                   | 3:1   | KS Bronowianka Kraków                | 15:25, 25:18, 25:15, 25:14       |
| 01.05.2015 | KŚ AZS Politechniki Śląskiej Gliwice | 0:3   | Wisła Warszawa                       | 20:25, 18:25, 23:25              |
|            |                                      |       |                                      |                                  |
| 02.05.2015 | KS Bronowianka Kraków                | 0:3   | Wisła Warszawa                       | 26:28, 18:25, 27:29              |
| 02.05.2015 | PSPS Chemik Police                   | 0:3   | KŚ AZS Politechniki Śląskiej Gliwice | 17:25, 19:25, 17:25              |
|            |                                      |       |                                      |                                  |
| 03.05.2015 | KŚ AZS Politechniki Śląskiej Gliwice | 2:3   | KS Bronowianka Kraków                | 25:22, 21:25, 27:25, 24:26, 9:15 |
| 03.05.2015 | Wisła Warszawa                       | 3:1   | PSPS Chemik Police                   | 25:18, 25:14, 15:25, 25:20       |